# Fudzsikava Rumiko
Rumiko „Ru” Fudzsikawa képzelt személy a Marvel Comics világegyetemben. Megalkotói Kurt Busiek író és Sean Chen rajzoló.

## A karakter életrajza
Rumiko az Invincible Iron Man harmadik sorozatának negyedik számában lépett először színre, 1998 májusában, mikor Tony Stark összecsapott a Firebrand nevű szuperbűnözővel Isla Suerte szigetén.
Rumiko apja vette át az irányítást a Stark vállalat felett, mialatt a Vasember a Heroes Reborn univerzumában tartózkodott, a lány szülei ellenkezésével dacolva kezdett randevúzni Tonyval. Rumiko és Tony kapcsolata hullámzó volt. Bár élvezte Stark különleges életmódját, zavarta, hogy a férfi nem szentel neki elég figyelmet. Rumikót az Invincible Iron Man harmadik sorozatának 87-dik számában (2004 októberében) meggyilkolták, mikor megtámadta a Vasember egyik ellenfele, a szintén páncélt viselő Clarence Ward.

## Külső hivatkozások
- Rumiko a comicvine.com-oldalán (angolul)